# Astragalus karakugensis
Astragalus karakugensis es una especie de planta del género Astragalus, de la familia de las leguminosas, orden Fabales.

## Distribución
Astragalus karakugensis se distribuye por Cáucaso septentrional y Kazajistán.

## Taxonomía
Fue descrita científicamente por Bunge. Fue publicada en Arbeiten Naturf. Vereins Riga 1: 232 (1847).